# Университет Бурунди
Университет Бурунди (рунди и фр. Université du Burundi, UB — государственное высшее учебное заведение Бурунди, основанное в 1964 году. Расположен в г. Бужумбура, Бурунди.

## История
Истоки Университета Бурунди начинаются с Агрономического института Университета Бельгийского Конго и Руанды-Урунди, основанного во время бельгийского колониального правления в 1952 г. В 1960 году он стал Агрономическим институтом Руанды-Урунди (Institut agronomique du Ruanda-Urundi) и переехал в Бужумбура, став первым крупным центром высшего образования страны. По инициативе миссий иезуитов в Бужумбуре после обретения Бурунди независимости в 1962 году впоследствии возникли три других специализированных учебных заведения, которые были объединены в Официальный университет Бужумбуры (Université officielle de Bujumbura или UOB) в январе 1964 года. В 1977 году UOB объединился с двумя профессиональными учебными заведениями, чтобы создать Университет Бурунди (Université du Burundi). По состоянию на 15 марта 1993 года в университете обучалось 4258 студентов.
Сейчас является единственным публичным университетом страны. Преподавание в университете было значительно нарушено во время Бурундийской гражданской войны. Большинство его факультетов были частично разрушены. Возникший социально-экономический кризис привёл к забастовкам, проблемам с финансированием и утечке мозгов преподавательского персонала за границу. 11-12 июня 1995 г. студенты народности хуту были убиты представителями тутси.

## Структура университета
Университет разделен на факультеты и институты, которые в свою очередь состоят из кафедр. В настоящее время в состав университета входят:
Факультеты
- Факультет агрономии и биоинженерии (Faculté d’Agronomie et de Bio-Ingénieurie)
- Юридический факультет (Faculté de Droit)
- Медицинский факультет (Faculté de la Médecine)
- Факультет психологии и педагогических наук (Faculté de Psychologie et des Sciences de l’Education)
- Факультет экономических наук и менеджмента (Faculté des Sciences Economiques et de Gestion)
- Факультет литературы и гуманитарных наук (Faculté des Lettres et Sciences Humaine)
- Факультет естественных наук (Faculté des Sciences)
- Факультет инженерных наук (Faculté des Sciences de l’Ingénieur)

Институты
- Институт китайского языка им. Конфуция (Institut Confucius)
- Институт прикладной педагогики (Institut de Pédagogie appliquée)
- Институт физического воспитания и спорта (Institut d’Education physique et de Sport)
- Институт прикладной статистики (Institut des Statistiques appliquées)
- Высший институт торговли (Institut superieur de Commerce)

## Известные выпускники
- Алексис Тамбве Мвамба — Спикер Сената Демократической Республики Конго
- Буньони, Ален-Гийом — премьер-министр Бурунди
- Киниги, Сильви — президент Бурунди
- Муквеге, Дени — лауреат Нобелевской премии мира (2018).
- Нкурунзиза, Пьер — президент Бурунди
- Ндайишимие, Эварист — президент Бурунди
- Синунгуруза, Теренс — вице-президент Бурунди
- Хафса Мосси — политик
- Агатон Рваса – политик